# Alexandre Carlin
Pour les articles homonymes, voir Carlin (homonymie).
Alexandre Carlin, né le 2 février 1973 à Versailles, est un chef d'orchestre, professeur de musique classique et compositeur français. Son catalogue comprend des œuvres originales, des transcriptions, des arrangements divers, ainsi que de nombreuses pièces instrumentales de concours.

## Biographie
Après avoir commencé l'étude de la clarinette à l'âge de 8 ans, et suivi des études secondaires classiques, Alexandre Carlin s'inscrit en Faculté de musicologie à l'université Paris IV-Sorbonne, d'où il sort diplômé de la licence.
En parallèle, il poursuit ses études instrumentales au conservatoire du Xe arrondissement de Paris, et découvre la direction d'orchestre d'harmonie et l'écriture au contact de Désiré Dondeyne et René Castelain. 
Depuis 1996, il est directeur de la Société Musicale de Bû, dirigeant l'école de musique et les trois orchestres.
Depuis 2014, il est professeur d'éducation musicale au collège Charles de Gaulle de Bû, et depuis 2020, professeur de musique au lycée Rotrou de Dreux.
Nombre de ses compositions instrumentales sont imposées chaque année dans les commissions des fédérations musicales comme la Confédération musicale de France (CMF), la Confédération française des batteries-fanfares (CFBF), la Fédération française des écoles de musique (FFEM), ainsi que la Fédération sportive et culturelle de France (FSCF).
Il est diplômé du DADSM, délivré par la Confédération Musicale de France, du diplôme d'état de direction d'ensembles instrumentaux et de l'agrégation de musique.

## Prix et distinctions

### Décoration
- Chevalier de l'ordre des Arts et des Lettres (2024)

### Récompenses
- 2003 et 2004 : 1er prix du concours de composition de la Confédération Française des Batteries-Fanfares[1].
- 2005 : finaliste du concours européen de composition pour orchestre d’harmonie de la Confédération Musicale de France[1].
- 2019 : 2ème prix du concours international de composition organisé par la WASBE avec son concerto pour Euphonium[7].

## Réception critique
Alexandre Carlin reçoit un accueil favorable de la critique par la revue L'éducation musicale, notamment pour les compositions suivantes :
- Carte postale d'Irlande[9]
- Funambules, pour flûte et piano[10]

## Compositions
Alexandre Carlin crée de nombreuses compositions,,.
Les éditeurs d'Alexandre Carlin sont Pierre Lafitan (collection Plaisir de jouer) et La Fabrik' à notes. La date indiquée est celle de la parution.

### Pièces pour orchestre d'harmonie
- Ballade pour saxophone, pour saxophone alto solo et orchestre d'harmonie (2002) (BNF 39691879)
- Ouverture d'Automne
- Petite rhapsodie (2002) (BNF 39691880)
- Suite mainvilloise
- Variations sur le thème de Sainte-Maure
- Licorice Fantasy
- Euphonium Concerto
- Solemnity
- The Tower
- Epic Variants

### Pièces pour batterie-fanfare
- Au-delà des océans
- Esquisse médiévale
- Galactix
- La quête de l'ouest

### Pièces pour harmonie junior
- Célébration
- Junior blues
- Junior folk
- Junior marche
- Junior rock (2001) (BNF 39643242)
- Junior blues (2002 (BNF 39754070)
- Ouverture miniature
- Petit manège
- Premier menuet
- Rockin' chair
- My first rock
- Dewsbury Overture
- Over the hills
- Funfair Day !
- Across the Universe
- Greet the Champions
- Ostirock
- Courage and Bravery
- Journey through the Galaxy
- Rock Solid
- Treasure Map

### Musique légère pour harmonie ou fanfare
- Buffalo march’, pour harmonie ou fanfare avec tambours et clairons ad lib. (2002) (BNF 39712420)
- Costa de la luz (paso doble)
- Défilé à Bû, pour harmonie ou fanfare avec tambours et clairons ad lib. (2001) (BNF 39641602)
- Easy parade (marche)
- Funny march’ (marche)
- Les Prairiales, marche pour harmonie ou fanfare avec tambours et clairons ad lib. (2001) (BNF 39641603)
- Pile ou face (marche)
- Swing parade (marche avec Tambours et clairons (2001) (OCLC 39641604r)

### Musique de chambre

#### Ensembles de clarinettes
- Amusette (quatuor de clarinettes)
- Ebonite suite (ensemble de clarinettes)
- Récréation (quatuor de clarinettes)
- Gourhandise, pour quatuor de clarinettes (2003) (BNF 39691882)

#### Ensembles de saxophones
- Chromarag, pour quintette de saxophones (2001) (BNF 39691883)

#### Ensembles variés
- Irish song and dance (trio trompette/euphonium/piano)
- Tango pour trois (trio trompette/euphonium/piano)
- Le terrain de jeux (duo flûte/clarinette)
- Trypticassipat’ (trio flûte/clarinette/sax. alto)
- Trio pour clarinette, alto et piano

### Pièces instrumentales de concours, audition ou examen
Alexandre Carlin compose de nombreuses œuvres pédagogiques, recensées dans la revue L'Éducation musicale.
- À cheval, pour saxophone alto et piano (2017) (BNF 45599654)
- Adrien le petit chien
- Ainsi va le vent, pour saxophone alto (ou flûte en ut ou pour hautbois) et piano (2011) (OCLC 780259677 et 780259650)
- Air bucolique, pour saxophone alto ou clarinette et piano (2020) (ISMN 979-0-2322-3722-0) (BNF 46674203)
- Air du troubadour, pour trompette si bémol ou ut ou cornet et piano (2002) (BNF 39753521)
- Air pastoral, pour flûte en ut et piano (2010) (OCLC 780212274)
- À la campagne, pour cor en fa ou mi bémol et piano (2003) (BNF 39753492)
- À l'aventure, pour cor d'harmonie et piano[15] (OCLC 1230124915)
- Arabesque, pour saxophone alto en mi bémol ou trombone en ut et piano (2003) (BNF 39753533), (BNF 39753473)
- Armorique, pour clarinette ou pour flûte en ut ou saxophone alto et piano (2012) (OCLC 816669039 et 816669088)
- Au fil de l'eau, pour cor en fa ou mi bémol ou saxhorn alto mi bémol et piano (2002) (BNF 39683144), (BNF 39683093)
- Au fond du jardin
- Au pied de la muraille, pour saxophone si bémol ou pour hautbois et piano (2012) (OCLC 816670325 et 816670280)
- Azur, pour cor en fa ou mi bémol, ou pour saxhorn alto en mi bémol ou pour saxophone alto, pour trompette ou cornet ou bugle, ou flûte en ut et piano (2014) (OCLC 894412266 et 894417295)
- Ballade pour saxophone pour saxophone alto en mi bémol et piano (2008) (OCLC 658504246)
- Big Ben, pour clarinette en si bémol et piano (2005) (BNF 39763430)
- Bono le petit clown, pour trombone ut et piano (OCLC 493787585)
- Bord de mer, pour hautbois ou saxophone alto et piano (2014) (OCLC 894417634 et 894417701)
- Carte postale d'Irlande, pour clarinette ou flûte ou hautbois et piano (2018)[16] (OCLC 1059286675), (BNF 45587516)
- Cérémonie, pour cor fa ou mi bémol ou pour trompette en si bémol ou ut ou cornet et piano (2009) (OCLC 762986411 et 780206520)
- Clair et net, pour clarinette en si bémol et piano (2002) (BNF 39683191)
- Chanson des Highlands, pour cor fa ou mi bémol et piano (2004) (OCLC 493517843)
- Chanson douce, pour flûte en ut ou trompette en ut ou si bémol ou cornet et piano (2005) (BNF 39763187)
- Charlie's blues, pour trompette ou cornet ou bugle et piano (OCLC 989806112)
- Chinoiserie
- Comme une valse, pour clarinette et piano (2017) (BNF 45599617)
- Couleurs d'un songe, pour flûte ut ou hautbois ou saxophone alto et piano (2011) (OCLC 780259682 et 780259773)
- Couleurs matinales, pour cor fa ou mi bémol et piano (2003) (OCLC 494723195)
- Dans les bois, pour hautbois en ut et piano (2009) (OCLC 762986599)
- Dans les dunes, pour saxhorn basse ou euphonium ou tuba et piano (2008) (OCLC 658501413)
- Dans les jardins de Peterhof (2019) (ISMN 979-0-2322-3589-9) (BNF 45795364)
- Dans les nuages, pour saxophone alto en mi bémol (ou si bémol) et piano (2002) (BNF 39683299), (BNF 39683150)
- Dans l'ouest, pour trompette en si bémol ou ut ou cornet ou saxhorn basse ou euphonium ou tuba ou trombone en ut et piano (2003) (BNF 39753457), (BNF 39753509), (BNF 39763183)
- Décembre, pour cor en fa ou mi bémol et piano (2003) (OCLC 494723126)
- De Paris à Saint-Louis, pour trombone ou pour trompette si bémol ou en ut ou cornet (ou saxophone en si bémol) et piano (2009, 2010, 2012) (OCLC 780212278 et 816670342)
- De temps en temps, pour trompette, ou clarinette ou cornet ou bugle et piano (2017)(OCLC 1061261859 et 1061270999), (BNF 45602968)
- Élégie, pour saxhorn alto en mi bémol et piano (2002) (BNF 39683092)
- En flânant, pour flûte en ut ou hautbois en ut et piano (2008) (OCLC 658501581 et 658501710)
- En rêvant de l'océan, pour saxhorn basse ou euphonium ou tuba et piano (2011) (OCLC 780259781)
- Entrée solennelle, pour saxhorn basse ou euphonium ou tuba et piano (2006) (BNF 40950197)
- En vacances
- Escale à Buenos Aires, pour cor d'harmonie et piano (2020) (ISMN 979-0-2322-3764-0) (BNF 46672418)
- Fiona, pour clarinette en si bémol et piano (2006) (BNF 40950217)
- First blues, pour trombone et piano (2012) (OCLC 816670997)
- Funambules, pour saxophone si bémol et piano (2019)[17] (ISMN 979-0-2322-3579-0) (BNF 45795323)
- Habanera, pour saxhorn basse ou euphonium ou tuba ou xylophone et piano (2010) (OCLC 780212279), (BNF 39753538)
- Hispanie, pour saxophone alto en mi bémol ou trombone et piano (2002) (OCLC 494465164), (BNF 39753475)
- La caravane des Touaregs, pour clarinette en si bémol ou hautbois ou flûte et piano (2005) (BNF 39763429)
- Le chevalier à la coulisse, pour trompette en ut et piano (2008, 2012) (OCLC 658501743)
- La pagode impériale, pour clarinette ou flûte ou hautbois et piano (2018) (OCLC 1059275470), (BNF 45587596)
- Leningrad, pour cor en fa ou mi bémol et piano (OCLC 494723043)
- Léonard le petit canard, pour trombone en ut et piano (2007) (OCLC 658501602)
- Le parfum des embruns, pour clarinette en si bémol et piano (2016) (OCLC 962281525), (BNF 45142659)
- Le pâtre et ses Alpages
- Le petit Quinquin (OCLC 590203023)
- Le retour du héros, pour cor d'harmonie et piano (OCLC 1122836566)
- Les pieds dans le sable, pour saxhorn alto en mi bémol et piano 2017) (OCLC 1059282629), (BNF 45587971)
- Made in China, pour cor en fa ou mi bémol et piano (OCLC 780259788)
- Menthe à l'eau, pour flûte et piano (2002) (BNF 39682978)
- Miniature, pour piano (2004) (BNF 39753978)
- Musique de la nuit
- Nicolas le petit chat, pour saxophone alto ou clarinette en si bémol et piano (2007) (OCLC 658501497 et 658501659)
- Nuages d'été, pour trombone et piano (2011) (OCLC 780259819)
- Ouverture solennelle
- Petite berceuse, pour clarinette en si bémol et piano (2002) (BNF 39683193)
- Premier hymne, pour saxhorn basse ou euphonium ou tuba et piano (OCLC 658501451)
- Première valse, pour piano (2004) (BNF 39753977)
- Primero paso, pour saxhorn basse ou euphonium ou tuba et piano (2011) (OCLC 780259826)
- Promenade
- Promenade onirique, pour saxophone en si bémol ou hautbois ou pour flûte traversière ou hautbois et piano (2016)(OCLC 1061270119 et 1005708676), (BNF 45351457)
- Résurgence, pour clarinette et piano (2020) (ISMN 979-0-2322-3752-7) (BNF 46674225)
- Rumba-Tuba, pour saxhorn basse si bémol ou tuba en ut et piano (2002) (BNF 39683001)
- Sicilienne pour Sabine, pour flûte et piano (2001) (BNF 39642799)
- Sonatine cuprifère (OCLC 1122850254)
- Sonatine en mi bémol, pour clarinette si bémol et piano (2008) (OCLC 658504149)
- Sur les bords de l'Oise, pour clarinette en si bémol et piano (2004) (BNF 39753803)
- Tango, pour trompette en si bémol ou en ut ou cornet et piano (OCLC 494463075)
- Tous en piste, fantaisie sur le cirque pour trompette en si bémol ou en ut ou cornet et piano (2002 (BNF 39683080) — La présentation de monsieur Loyal ; Les larmes du clown blanc ; La grâce de l'équilibriste ; La parade finale.
- Trombino, pour trombone et piano (2002) (BNF 39683058)
- Tubaphile, pour saxhorn basse en si bémol ou tuba en ut et piano (2002) (BNF 39683000)
- Un nouveau jour, pour clarinette (ou hautbois) et piano (2016) (OCLC 1010262783 et 1010276567), (BNF 45374890)
- Un soir d'été, pour flûte en ut et piano (2007) (OCLC 658501590)
- Valse de Saint-Cosme, pour saxophone alto et piano (2010) (OCLC 763017711)
- Valse Irlandaise, pour clarinette en si bémol et piano (2003) (BNF 39691915)
- Valse mélancolique, pour clarinette en si bémol et piano (2001 (BNF 39643098)
- Vent du nord, pour trombone et piano (2018) (ISMN M2322-3447-2) (BNF 45587120)
- Variations sur le « petit Quinquin », thème et variations pour saxhorn basse ou euphonium ou tuba et piano et arr. pour caisse claire et piano (2004, 2022) (ISMN 979-0-2322-3992-7) (BNF 39753551), (BNF 39753925), (BNF 47038911)
- Vers le sommet, pour saxhorn alto en mi bémol et piano (2017) (OCLC 989806175), (BNF 45592552)
- Vers l'oasis, pour trombone et piano (ou cor d'harmonie ou saxhorn basse, ou euphonium ou tuba) (2018) (ISMN M 2322-3482-3) (OCLC 1059288458)

## Arrangements et transcriptions

### Transcriptions classiques pour orchestre d'harmonie
- Angelus de Jules Massenet
- Danse Hongroise no 3 de Johannes Brahms
- Danse Hongroise no 11 de Johannes Brahms
- Funeral march of a marionette de Charles Gounod
- Allegretto, de la Symphonie no 7 de Ludwig van Beethoven

### Musique de variété pour orchestre d'harmonie
- Medley Michel Delpech
- Medley Jean-Jacques Goldman
- Medley Renaud
- Un autre monde de Téléphone (avec chœur Ad Lib)
- New-York avec toi de Téléphone (avec chœur Ad Lib)
- Le rêve de Stella Spotlight (avec chœur Ad Lib)

### Arrangements pour harmonie junior
- Derry air - Traditionnel Irlandais
- Hymne à la joie - Ludwig Van Beethoven
- Le nouveau monde - Anton Dvoràk
- Musique pour les feux d'artifice royaux - Georg Frederick Haendel
- Sally Gardens - Traditionnel Irlandais
- Danses Polovtsiennes - Alexandre Borodine
- The Foggy Dew - Traditionnel Irlandais
- Barcarolle - Jacques Offenbach
- Classic themes - Schubert / Brahms / Beethoven
- Prélude du Te Deum - Marc-Antoine Charpentier
- Water is wide - Traditionnel Irlandais
- Pavane - Toineau Arbeau
- Chariots of fire - Vangelis (Gr.1 and Gr.1.5)

### Musique de chambre

#### Ensembles de clarinettes
- Capriccio Espagnol - Nicolae Rimsky-Korsakow (sextuor ou ensemble)
- Danse des sauvages - Jean-Philippe Rameau (quatuor)
- Je te veux - Erik Satie (quatuor)
- Marche de Radetzky - Johann Strauss (quatuor)
- Pavane - Gabriel Fauré (sextuor ou ensemble)
- Tritsch-Tratsch polka - Johann Strauss (sextuor ou ensemble)
- Marche pour la cérémonie des Turcs - Jean-Baptiste Lully (quatuor)
- Tango from España - Isaac Albeniz (quatuor)
- Choral de Saint-Antoine - Joseph haydn (quatuor)
- Nkosi Sikelel iAfrika - Traditionnel Africain (quatuor)
- Marche religieuse d'Alceste - Christoph Willibald Gluck (quatuor)
- The Entertainer - Scott Joplin (trio)
- Amicalement votre - John Barry (quatuor)
- I got you (I feel good) - James Brown (quatuor)
- Inspecteur Clouseau theme - Henri Mancini (sextuor ou ensemble)
- Blowin' in the wind - Bob Dylan (quintette)
- YMCA - Village People (quintette)
- Stayin' alive - Bee Gees (quintette)
- Louie, Louie - Richard Berry - (quintette)
- Moon River - Henri Mancini (quatuor)
- Knockin' on heaven's door - Bob Dylan (quintette)

#### Ensembles de saxophones
- Danse des sauvages - Jean-Philippe Rameau (quatuor de saxophones)
- Je te veux - Erik Satie (quatuor de saxophones)
- Marche de Radetzky - Johann Strauss (quatuor de saxophones)
- Marche pour la cérémonie des Turcs - Jean-Baptiste Lully (quatuor de saxophones)
- Tango from España - Isaac Albeniz (quatuor)
- Choral de Saint-Antoine - Joseph haydn (quatuor)
- Nkosi Sikelel iAfrika - Traditionnel Africain (quatuor)
- Marche religieuse d'Alceste - Christoph Willibald Gluck (Quatuor)
- The Entertainer - Scott Joplin (Trio)
- I got you (I feel good) - James Brown (quatuor)
- Inspecteur Clouseau theme - Henri Mancini (sextuor ou ensemble)
- Blowin' in the wind - Bob Dylan (quintette)
- YMCA - Village People (quintette)
- Stayin' alive - Bee Gees (quintette)
- Louie, Louie - Richard Berry - (quintette)
- Moon River - Henri Mancini (quatuor)
- Knockin' on heaven's door - Bob Dylan (quintette)

#### Ensembles de cuivres
- Tango from España - Isaac Albeniz (quatuor)
- Nkosi Sikelel iAfrika - Traditionnel Africain (quatuor)
- Marche religieuse d'Alceste - Christoph Willibald Gluck (Quatuor)
- I got you (I feel good) - James Brown (quatuor)
- Inspecteur Clouseau theme - Henri Mancini (sextuor ou ensemble)
- Blowin' in the wind - Bob Dylan (quintette)
- YMCA - Village People (quintette)
- Stayin' alive - Bee Gees (quintette)
- Louie, Louie - Richard Berry - (quintette)
- Moon River - Henri Mancini (quatuor)
- Knockin' on heaven's door - Bob Dylan (quintette)
- Imagine - John Lenon (quintette)

#### Ensembles d'anches doubles
- Tango from España - Isaac Albeniz (quatuor)
- Nkosi Sikelel iAfrika - Traditionnel Africain (quatuor)
- Marche religieuse d'Alceste - Christoph Willibald Gluck (Quatuor)
- I got you (I feel good) - James Brown (quatuor)
- The entertainer (trio)

#### Ensembles de cordes
- Marche de Radetzky - Johann Strauss (quatuor)
- Tango from España - Isaac Albeniz (quatuor)
- Choral de Saint-Antoine - Joseph haydn (quatuor)
- Nkosi Sikelel iAfrika - Traditionnel Africain (quatuor)
- Marche religieuse d'Alceste - Christoph Willibald Gluck (quatuor)
- Amicalement votre - John Barry (quatuor)
- I got you (I feel good) - James Brown (quatuor)
- Moon River - Henri Mancini (quatuor)

#### Ensembles de flûtes
- Tango from España - Isaac Albeniz (quatuor)
- Marche religieuse d'Alceste - Christoph Willibald Gluck (quatuor)
- I got you (I feel good) - James Brown (quatuor)
- Blowin' in the wind - Bob Dylan (quintette)
- YMCA - Village People (quintette)
- Stayin' alive - Bee Gees (quintette)
- Louie, Louie - Richard Berry - (quintette)
- Moon River - Henri Mancini (quatuor)
- Knockin' on heaven's door - Bob Dylan (quintette)